# جهاز الإنترنت المحمول
جهاز الإنترنت المحمول (MID) هو جهاز محمول يمكنه تشغيل الوسائط المتعددة يتيح الوصول إلى الإنترنت اللاسلكي. وتم تصميم هذه الأجهزة لتقديم وسائل الترفيه والمعلومات والخدمات المعتمدة على الموقع للاستخدام الشخصي أكثر منه لاستخدام الشركات. وتتيح الاتصال ثنائي الاتجاه والمشاركة الفعلية. وجهاز الإنترنت المحمول أكبر من الهاتف الذكي (تكون شاشته عادةً أكبر من 5 بوصات) وأصغر من الحاسب الشخصي المحمول الفائق (UMPC).[بحاجة لمصدر] ووصفت هذه الأجهزة بأنها تسد الفجوة بين الهواتف الذكية والحواسيب اللوحية. لذا فهي توفر طريقة سهلة للبقاء على اتصالٍ مع الآخرين المتصلين لاسلكيًا باستخدام أجهزة الإنترنت المحمولة.

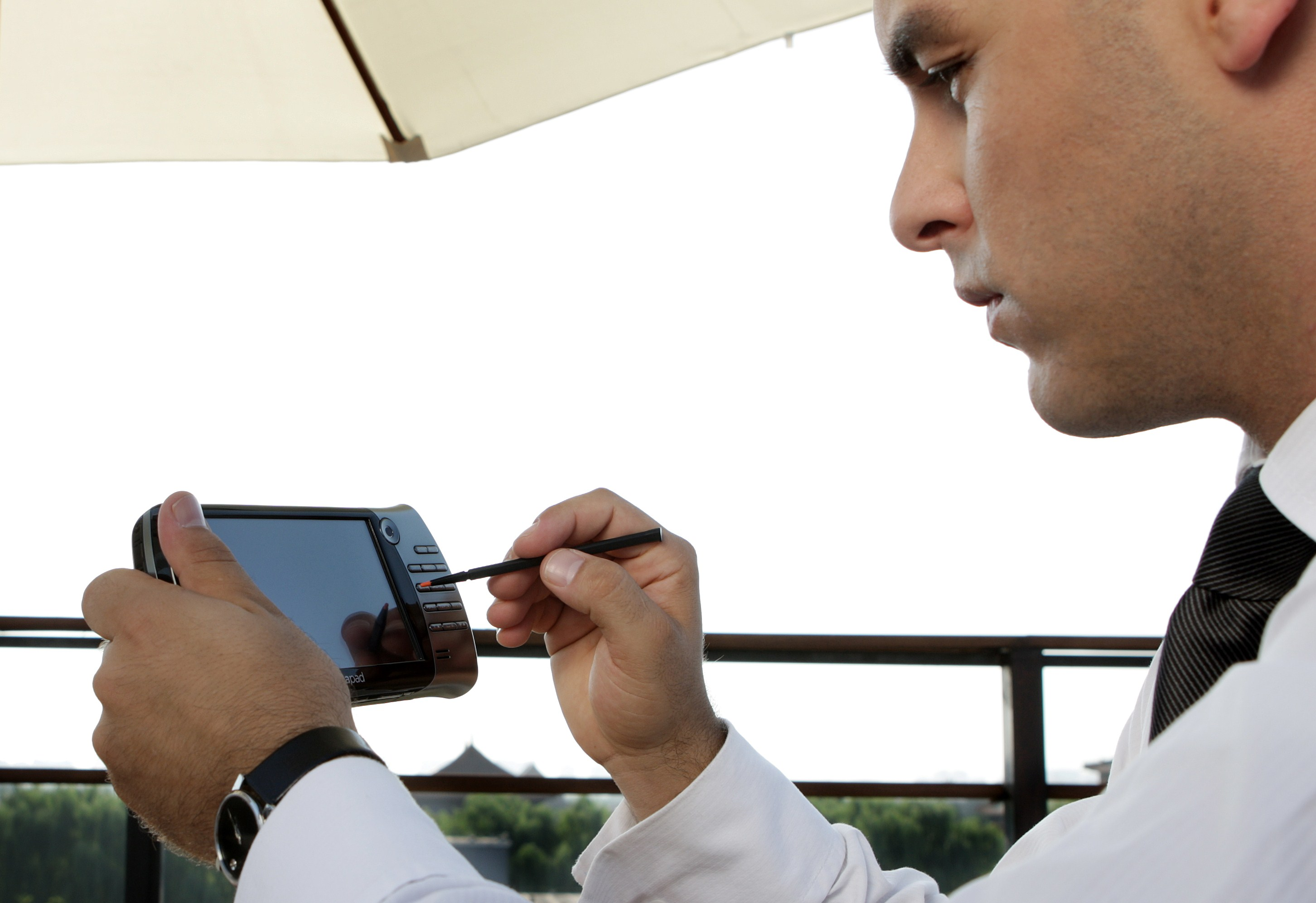
جهاز الإنترنت المحمول لينوفو آيدياباد يو 8.

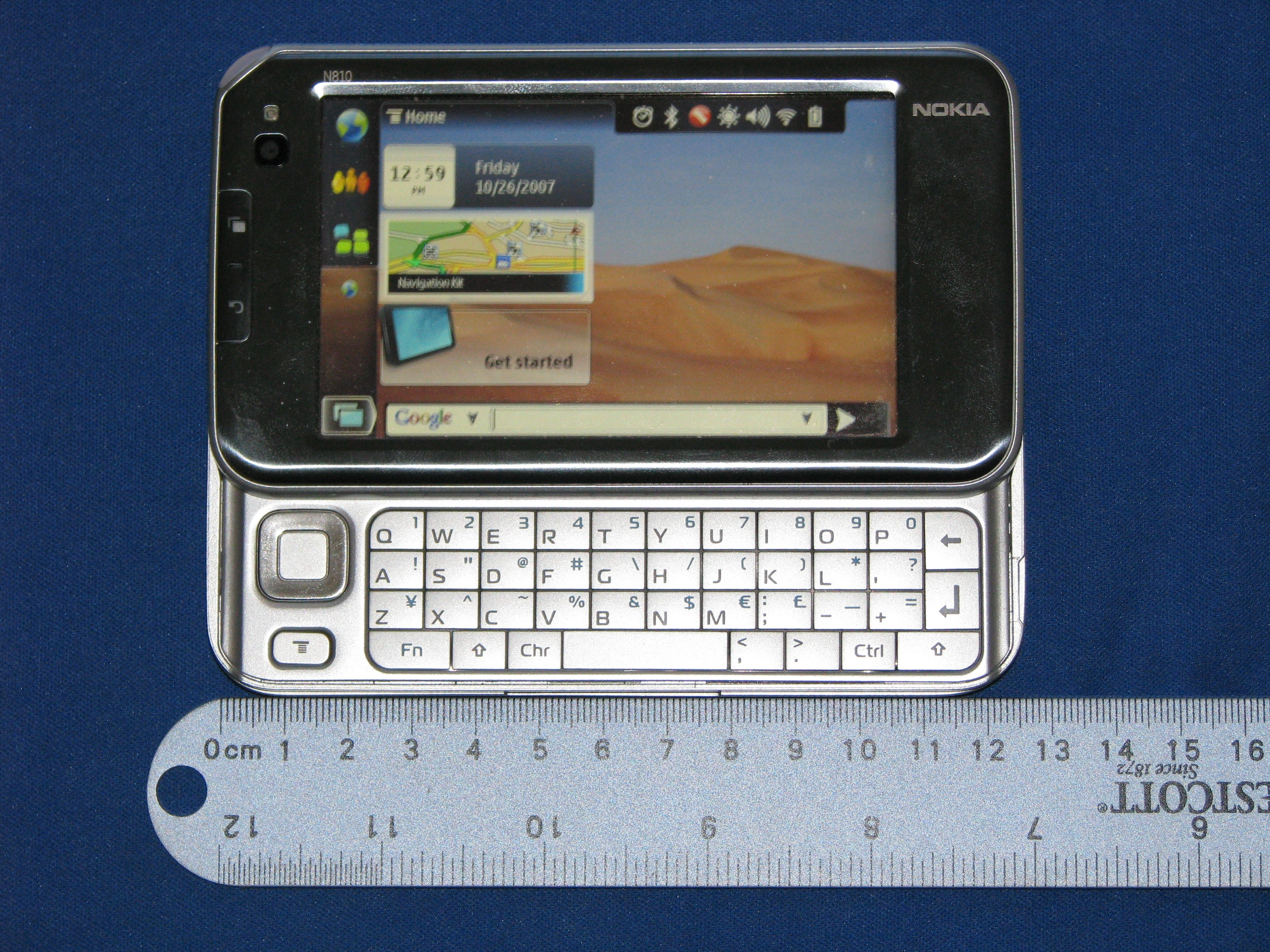
يعد جهاز نوكيا إن 810 مثالاً لجهاز الإنترنت المحمول.

## أجهزة الإنترنت اللوحية من أركوس
اشتملت فئة أجهزة الإنترنت المحمول اللوحية من أركوس على العديد من نظم التشغيل مثل: ويندوز سي إي وأندرويد وويندوز 7. وهي تتشابه جدًا من حيث معامل الشكل مع صورة لينوفو المعروضة على اليسار. ويَستخدم جهاز أندرويد اللوحي وحدة معالجة مركزية من نوع إيه آر إم كورتكس وشاشة لمس.

## النظم الأساسية لأجهزة الإنترنت المحمولة من إنتل

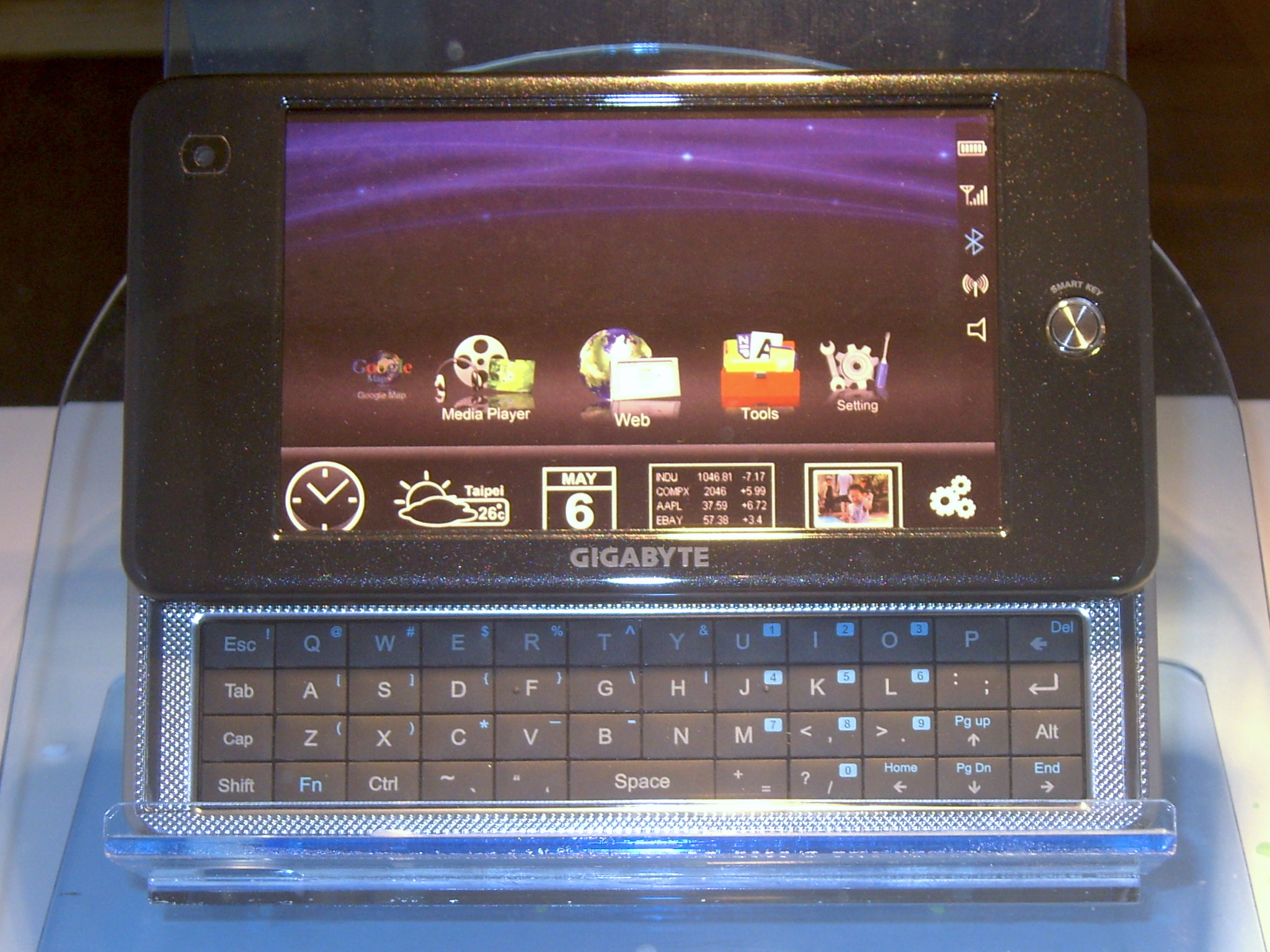
جهاز إنترنت محمول مزود بأتوم: جيجابايت إم528

أعلنت شركة إنتل عن نموذج أولي لجهاز إنترنت محمول في منتدى إنتل للمطورين في ربيع عام 2007 أثناء فعاليات بكين. وأعلنت نظم صوفيا في أبريل من عام 2008 عن مجموعة تطوير أجهزة إنترنت محمولة تَستخدم إنتل سنترينو أتوم.
وتعتمد النظم الأساسية لأجهزة الإنترنت المحمولة من إنتل على معالج ورقائق إنتل تستهلك طاقة أقل من معظم مشتقات إكس 86. وقد تم الإعلان عن بعض النظم الأساسية على النحو المبين أدناه:

### نظام ماك كاسلين (2007)
الجيل الأول من نظم إنتل لأجهزة الإنترنت اللوحية (يسمى ماك كاسلين) ويحتوي على معالج إنتل A100/A110 90 نانومتر (يسمى ستيلي) ويعمل بسرعة 600 - 800 ميجاهرتز.
| سنترينو              | نظام ماك كاسلين |
| -------------------- | --- |
| مجموعة شرائح المحمول | إنتل 945GU إكسبريس إم سي إتش طراز نورثبريدج (تسمى ليتل ريفر) مدمج بها بطاقة رسومات جي إم أي 950 وساوث بريدج ICH7-U |
| معالج المحمول        | وحدة معالجة مركزية إنتل A100/A110 90 نانو متر Intel A100/A110 CPU (تسمى ستيلي)                                     |
| الشبكة اللاسلكية     | |

### نظام مِنلو (2008)
في الثاني من مارس لعام 2008، قدمت شركة إنتل طراز المعالج إنتل أتوم كعائلةٍ جديدة من نظم المعالجات منخفضة الطاقة. وتتميز المكونات بتصميمات رقيقة وصغيرة وتعمل معًا بهدف «تحقيق أفضل تجربة للإنترنت والحوسبة المتنقلة» على الأجهزة المحمولة والمنخفضة الاستهلاك للطاقة.
الجيل الثاني من نظم إنتل لأجهزة الإنترنت اللوحية (يسمى مِنلو) يحتوي على معالج إنتل أتوم 45 نانومتر (يسمى سيلفرثورن) يعمل بسرعة تصل إلى 2.0 جيجاهرتز وموزع تحكم النظام (يسمى باولسبو) يضم نظام صوت إنتل عالي الدقة (يسمى أزاليا). وكان قد تم طرح هذا النظام الأساسي باسم سينترينو أتوم لكنه تم إيقافه في الربع الثالث من عام 2008.
| سنترينو              | نظام مِنلو |
| -------------------- | --- |
| مجموعة شرائح المحمول | موزع تحكم النظام من إنتل (يسمى باولسبو) مدمج به بطاقة رسومات جي إم أي 500 (معتمدة على باور في آر إس جي إكس 535) |
| معالج المحمول        | وحدة معالجة مركزية إنتل أتوم 45 نانومتر (تسمى سيلفرثورن)                                                        |
| الشبكة اللاسلكية     | جهاز إرسال لاسلكي                                                                                               |

### نظام موورستون (2010)
الجيل الثالث من نظم إنتل لأجهزة الإنترنت اللوحية (يسمى موورستون) يحتوي على معالج إنتل أتوم 45 نانومتر (يسمى لينكروفت) وموزع تحكم النظام 65 نانومتر (يسمى لانجويل). ونظرًا لدمج جميع دوائر تحكم الذاكرة والرسوم في المعالج حاليًا، فقد أزيلت رقاقة نورث بريدج ليكون المعالج موصولاً مباشرة مع رقاقة ساوث بريدج بواسطة واجهة النقل واجهة الوسائط المباشرة (DMI).
| أتوم                 | نظام موورستون |
| -------------------- | --- |
| مجموعة شرائح المحمول | موزع تحكم النظام 65 نانومتر من إنتل (يسمى لانجويل) ودائرة متكاملة مختلطة الإشارة (MSIC) (تسمى برايرتاون)                         |
| معالج المحمول        | وحدة معالجة مركزية إنتل أتوم 45 نانومتر (تسمى لينكروفت) مدمج بها بطاقة رسومات جي إم أي 600 (معتمدة على باور في آر إس جي إكس 535) |
| الشبكة اللاسلكية     | جهاز إرسال لاسلكي (يسمى إيفانز بيك (Evans Peak))                                                                                 |

### نظام ميدفيلد (2012)
الجيل الرابع من نظم إنتل لأجهزة الإنترنت اللوحية (يسمى ميدفيلد) على معالج إنتل أتوم 32 نانومتر (يسمى بينويل).
| أتوم                 | نظام ميدفيلد |
| -------------------- | --- |
| مجموعة شرائح المحمول | |
| معالج المحمول        | وحدة معالجة مركزية إنتل أتوم32 نانومتر (تسمى بينويل) مع بطاقة رسوم مدمجة (معتمدة على باور في آر إس جي إكس المبنية على 540) |
| الشبكة اللاسلكية     | جهاز إرسال لاسلكي |

### نظام كلوفر تريل (2012)
الجيل الخامس من نظم إنتل لأجهزة الإنترنت اللوحية (يسمىكلوفر تريل) يحتوي على معالج إنتل أتوم 32 نانومتر (يسمىكلوفر فيو).
| أتوم                 | نظام كلوفر تريل |
| -------------------- | --- |
| مجموعة شرائح المحمول | |
| معالج المحمول        | وحدة معالجة مركزية إنتل أتوم32 نانومتر (تسمى كلوفر فيو) مدمج بها بطاقة الرسوم (معتمدة على باور في آر إس جي إكس 545) |
| الشبكة اللاسلكية     | جهاز إرسال لاسلكي                                                                                                   |

### نظام باي تريل (2013)
الجيل السادس من نظم إنتل لأجهزة الإنترنت اللوحية (يسمى باي تريل) يحتوي على معالج إنتل أتوم 22 نانومتر (نظام على رقاقة) (يسمى فالي فيو).
| أتوم                 | نظام باي تريل                                 |
| -------------------- | --------------------------------------------- |
| مجموعة شرائح المحمول |                                               |
| معالج المحمول        | وحدة معالجة مركزية إنتل أتوم (تسمى سيلفرمونت) |
| الشبكة اللاسلكية     | جهاز إرسال لاسلكي                             |

### النظام المبني على إيرمونت (2014)
الجيل السابع من نظم إنتل لأجهزة الإنترنت اللوحية ويحتوي على إنتل أتوم 14 نانومتر (نظام على رقاقة).
| أتوم                 | نظام إيرمونت                                        |
| -------------------- | --------------------------------------------------- |
| مجموعة شرائح المحمول |                                                     |
| معالج المحمول        | وحدة معالجة مركزية من نوع إنتل أتوم (تسمى إير مونت) |
| الشبكة اللاسلكية     | جهاز إرسال لاسلكي                                   |

### نظام التشغيل
أعلنت إنتل تعاونها مع أوبونتو لإصدار نسخة أوبونتو لأجهزة الإنترنت المحمولة والمعروفة باسم أوبونتو موبايل. ذكر موقع أوبونتو أن الإصدار الجديد «سيوفر تجربة إنترنت ثرية لمستخدمي نظام إنتل لعام 2008 لأجهزة الإنترنت المحمولة». ويعد موبلين  أحد إصدارات لينوكس مفتوحة المصدر لأجهزة الإنترنت المحمولة والذي تم دمجه في مشروع ميجو الجديد الذي تم دمجه مع ليمو في مشروع تايزن.